# Gustav Roller
Gustav Roller (Pforzheim, 19 febbraio 1895 – 20 ottobre 1959) è stato un calciatore tedesco, di ruolo difensore.